# Andeocalynda comis
Andeocalynda comis is een insect uit de orde Phasmatodea en de  familie Diapheromeridae. De wetenschappelijke naam van deze soort werd voor het eerst geldig gepubliceerd in 1865 door Bates als Bacteria comis.